# Кара Булгар
Кара Булгар, известна още като Черна България, Черна Булгария, Урус Булгар, Кара-Булгария, е продължение на Стара Велика България под управлението на Батбаян и неговите наследници.

## Възникване на Кара Булгар
След разпадането на Стара Велика България през 668 г. част от България под върховенството на хан Батбаян става автономна васална територия на Хазарския хаганат. През по-голямата част от VII-X век васалната територия се нарича Черна България, а населението ѝ се нарича карабългари („черни българи“).

## История на Кара Булгар
В първите години от зависимостта си прабългарите (черните прабългари) и хазарите съвместно воюват срещу дунавските прабългари, арабите и тюркските племена на изток, като основна тяхна религия е Тенгризмът.
| „                                 | След него царувал брат му Айяр, когото още Аспарух поставил за съуправител на Тарвил, за да предотврати сблъсъците по повод престолонаследието. Тарвил го бил изпращал с отряд воини на помощ на хазарския каган Кук-Куян, който се сражавал срещу арабите. Дъщерята на Айяр – Чакчак – била омъжена за кара-българския балтавар Сулаби, който също се отличил във войната с арабите. | “ |
| Джагфар тарихъ. т.ІІІ.с.102 – 103 | |   |

В средата на VIII век след поражението на хазарите от Арабския халифат през 737 г., започва ислямизиране на народите живеещи в Хазарския хаганат. В началото на IX век голяма част от черните прабългари е приела исляма, но по време на управлението на бек Обадия в Хазарския хаганат като официална религия е приет юдаизмът, след като много юдейски проповедници навлизат в Хазарския хаганат, като самият Обадия и негови приближени приемат юдаизма. Прабългарите в Хазария отказват да приемат новата религия, която за по малко от 100 години им е наложена отново от хазарите. През 820 г. владетелят на Кара Булгар, Урус Агар Айдар, въстава срещу хазарите.
През 865 г. Кара Булгар се разпада на две части – източна, позната като Волжка България, и западна, позната като Кара Булгар (Черна България). Като двете страни воюват често една срещу друга, през 895 г. багатурите на Кара Булгар се опитват отново да обединят двете Българии, като за владетел е избран хан Алмиш, но поради многото различни етноси и религии обединението е крехко и бързо се разпада. Някои историци смятат че окончателната раздяла става през 922 г. и тя се смята и за година на създаването на Волжка България.
| „                                    | Моят господар ми забрани да споменавам за службата на Будим и неговите потомци на царете на Кара-Булгар и Ак-Булгар, опасявайки се, че татарите на това основание ще изискат от Улаг-Булгар подчинение. | “ |
| Гази-Барадж Тарихи (1229 – 1246 гг.) | |   |

## Упадък на Кара Булгар
Към края на IX век последния владетел на Кара Булгар, Арпад, който става и владетел на маджарите, прави няколко военни похода срещу Дунавска България. Това го сблъсква с все още младия българския владетел цар Симеон I. Цар Симеон задно със печенегите нанасят съкрушителен и смъртоносен удар на Кара Булгар. След това поражение на черните прабългари и маджари част от тях се преселват в Панония и заедно с маджарите образуват силното там Унгарско кралство, а другата са асимилирани от навлизащите племена от изток, като печенеги, кумани, узи и от север славяни.
| „                               | Улаг-Кашан се намира на река Кичи-Буга… „Ази-Улаг“ означава „Български град в земята на улагите“… Нашите търговци пътуват от Джалда до Бирман, а оттам по реките Тирле-су и Бурат – в Улаг-Кашан и Ази-Улаг… Тези градове са изключително важни за държавата, тъй като поддържат нашата търговия с Кара-Бурджан, Улаг, Кряш, Маджар и Байлак. Между тези градове се намират няколко анчийски, улагски и кумански бейлици. Те всеки ден променят границите, териториите и названията си, тъй че няма смисъл дори да се привеждат техните названия. Нашите градове им плащат данък, а във всичко останало те са предоставени на самите себе си. В темите на тези бейлици се намират жалките останки на няколко града от времената на Буртас и Кара-Булгар, но те вече нямат голямо значение. Сред тях ще спомена Саръ-Керман, Ак-Керман, Чирмъш, Бигар… Улагците ми обясниха, че „чирмъши“ наричали българите от времето на Буртас, а „бигари“ те наричат днешните българи. | “ |
| Кул Гали, „Хон Китабъ“ XIII век | |   |